# Yellow Claw/Diskografie
Diese Diskografie ist eine Übersicht über die musikalischen Werke des niederländischen DJ-Duos Yellow Claw. Dieses ist überwiegend in den Bereichen der Trap-, Future-Bass-, Hardstyle- und Moombahton-Musik aktiv. Den Schallplattenauszeichnungen zufolge hat es bisher mehr als 1,3 Millionen Tonträger verkauft, davon alleine in seiner Heimat über 360.000. Seine erfolgreichste Veröffentlichung ist die Single Krokobil mit über 50.000 verkauften Einheiten.

## Alben

### Studioalben
| Jahr | Titel           | Höchstplatzierung, Gesamtwochen, AuszeichnungChartplatzierungen (Jahr, Titel, Platzierungen, Wochen, Auszeichnungen, Anmerkungen) | Höchstplatzierung, Gesamtwochen, AuszeichnungChartplatzierungen (Jahr, Titel, Platzierungen, Wochen, Auszeichnungen, Anmerkungen) | Höchstplatzierung, Gesamtwochen, AuszeichnungChartplatzierungen (Jahr, Titel, Platzierungen, Wochen, Auszeichnungen, Anmerkungen) | Anmerkungen                             |
| Jahr | Titel           | NL | BEF | US | Anmerkungen                             |
| ---- | --------------- | --- | --- | --- | --------------------------------------- |
| 2015 | Blood for Mercy | NL27 (10 Wo.)NL | BEF28 (1 Wo.)BEF | US187 (1 Wo.)US | Erstveröffentlichung: 20. November 2015 |
| 2017 | Los Amsterdam   | NL8 (19 Wo.)NL | BEF91 (2 Wo.)BEF | US143 (1 Wo.)US | Erstveröffentlichung: 31. März 2017     |
| 2018 | New Blood       | NL17 (2 Wo.)NL | BEF69 (1 Wo.)BEF | — | Erstveröffentlichung: 22. Juni 2018     |
| 2020 | Never Dies      | — | — | — | Erstveröffentlichung: 31. Januar 2020   |

### EPs
| Jahr | Titel                       | Anmerkungen                                         |
| ---- | --------------------------- | --------------------------------------------------- |
| 2013 | Amsterdam Twerk Music       | Erstveröffentlichung: 15. Oktober 2013              |
| 2013 | Amsterdam Trap Music        | Erstveröffentlichung: 11. November 2013             |
| 2014 | Amsterdam Trap Music Vol. 2 | Erstveröffentlichung: 22. Juli 2014                 |
| 2014 | Legends                     | Erstveröffentlichung: 14. Oktober 2014 mit Cesqeaux |
| 2015 | Eastzane Warriors           | Erstveröffentlichung: 27. Juli 2015 mit Dirtcaps    |
| 2019 | Danger Days                 | Erstveröffentlichung: 8. März 2019                  |

## Singles
| Jahr | Titel Album                   | Höchstplatzierung, Gesamtwochen, AuszeichnungChartplatzierungen (Jahr, Titel, Album, Platzierungen, Wochen, Auszeichnungen, Anmerkungen) | Höchstplatzierung, Gesamtwochen, AuszeichnungChartplatzierungen (Jahr, Titel, Album, Platzierungen, Wochen, Auszeichnungen, Anmerkungen) | Höchstplatzierung, Gesamtwochen, AuszeichnungChartplatzierungen (Jahr, Titel, Album, Platzierungen, Wochen, Auszeichnungen, Anmerkungen) | Anmerkungen                                                                    |
| Jahr | Titel Album                   | NL | BEF | FR | Anmerkungen                                                                    |
| ---- | ----------------------------- | --- | --- | --- | ------------------------------------------------------------------------------ |
| 2012 | Krokobil –                    | NL12 Platin (BMG) + Platin (Sony) · (9 Wo.)NL                                                                                            | BEF40 (2 Wo.)BEF | — | Erstveröffentlichung: 2. Juli 2012 feat. Sjaak & Mr. Polska                    |
| 2012 | Nooit meer slapen Tankstation | — | BEF38 (4 Wo.)BEF | — | Erstveröffentlichung: 5. Oktober 2012 feat. Ronnie Flex, MocroManiac & Jebroer |
| 2013 | Thunder –                     | NL19 (9 Wo.)NL | BEF9 Gold · (17 Wo.)BEF | — | Erstveröffentlichung: 3. Mai 2013 feat. The Opposites                          |
| 2013 | Shotgun –                     | NL10 Platin · (23 Wo.)NL | BEF20 (18 Wo.)BEF | — | Erstveröffentlichung: 7. Dezember 2013 feat. Rochelle                          |
| 2014 | Till It Hurts –               | NL7 Platin · (17 Wo.)NL | BEF23 (7 Wo.)BEF | — | Erstveröffentlichung: 24. November 2014 feat. Ayden                            |
| 2016 | Love & War Los Amsterdam      | NL32 (7 Wo.)NL | — | — | Erstveröffentlichung: 11. November 2016 feat. Yade Lauren                      |
| 2016 | Ocho Cinco Encore             | — | — | FR89 (1 Wo.)FR | Erstveröffentlichung: 30. Dezember 2016 mit DJ Snake                           |
| 2017 | Open Los Amsterdam            | NL32 (3 Wo.)NL | — | — | Erstveröffentlichung: 31. März 2017 feat. Moksi & Jonna Fraser                 |

Weitere Singles
| Jahr | Titel Album                             | Anmerkungen                                                                         |
| ---- | --------------------------------------- | ----------------------------------------------------------------------------------- |
| 2012 | Allermooiste Feestje –                  | Erstveröffentlichung: 22. Juni 2012 feat. Mr. Polska & Ronnie Flex                  |
| 2012 | The Mighty Claw (Rock the Funky Beat) – | Erstveröffentlichung: 18. September 2012 mit Mightyfools                            |
| 2012 | Make It Clap –                          | Erstveröffentlichung: 4. Dezember 2012 mit Cesqeaux                                 |
| 2013 | The Horror –                            | Erstveröffentlichung: 10. Februar 2013 mit Yung Felix                               |
| 2013 | IBETCHU Legends EP                      | Erstveröffentlichung: 22. Februar 2013 mit Cesqeaux                                 |
| 2013 | Titta –                                 | Erstveröffentlichung: 18. März 2013 mit MOTi                                        |
| 2013 | Get It Right –                          | Erstveröffentlichung: 17. Juni 2013 mit Yung Felix                                  |
| 2013 | Dancefloor Champion –                   | Erstveröffentlichung: 28. Juni 2013 mit Yung Felix                                  |
| 2013 | Last Night Ever –                       | Erstveröffentlichung: 23. August 2013 · mit LNY TNZ; NL: Platin                     |
| 2013 | Pillz –                                 | Erstveröffentlichung: 18. September 2013 mit Flosstradamus feat. Green Velvet       |
| 2013 | You Make Me –                           | Erstveröffentlichung: 15. Oktober 2013 mit Yung Felix                               |
| 2013 | Moortje –                               | Erstveröffentlichung: 13. Dezember 2013 mit Yung Felix                              |
| 2013 | Psycho –                                | Erstveröffentlichung: 24. Dezember 2014 mit GRX & Cesqeaux                          |
| 2014 | Lick Dat –                              | Erstveröffentlichung: 2. Juni 2014 mit Mightyfools                                  |
| 2014 | Daily Paper –                           | Erstveröffentlichung: 1. Juli 2014 mit Yung Felix                                   |
| 2014 | No Flex Zone –                          | Erstveröffentlichung: 21. August 2014 mit Yung Felix                                |
| 2014 | DKNY –                                  | Erstveröffentlichung: 26. August 2014                                               |
| 2014 | Legends –                               | Erstveröffentlichung: 14. Oktober 2014 mit Cesqeaux feat. Kalibwoy                  |
| 2014 | Techno Random White Dude Be Everywhere  | Erstveröffentlichung: 5. November 2014 mit Diplo & LNY TNZ feat. Waka Flocka Flame  |
| 2015 | Run Away –                              | Erstveröffentlichung: 1. Mai 2015                                                   |
| 2015 | Wild Mustang Blood for Mercy            | Erstveröffentlichung: 7. Oktober 2015 mit Cesqeaux feat. Becky G                    |
| 2015 | No Class Blood for Mercy                | Erstveröffentlichung: 22. Oktober 2015 mit Mightyfools                              |
| 2015 | We Made It Blood for Mercy              | Erstveröffentlichung: 23. Oktober 2015 mit Lil’ Eddie                               |
| 2015 | Sin City Blood for Mercy                | Erstveröffentlichung: 6. November 2015 mit Mightyfools                              |
| 2015 | Catch Me Blood for Mercy                | Erstveröffentlichung: 13. November 2015 mit Flux Pavilion feat. Naaz                |
| 2016 | Alright –                               | Erstveröffentlichung: 29. Januar 2016 mit San Holo                                  |
| 2016 | In My Room Blood for Mercy              | Erstveröffentlichung: 8. April 2015 mit DJ Mustard, Ty Dolla $ign & Tyga            |
| 2016 | Invitation Los Amsterdam                | Erstveröffentlichung: 15. Juli 2016 · feat. Yade Lauren; NL: Gold                   |
| 2017 | Good Day Los Amsterdam                  | Erstveröffentlichung: 24. Februar 2017 feat. DJ Snake & Elliphant                   |
| 2017 | Light Years Los Amsterdam               | Erstveröffentlichung: 24. März 2017 feat. Rochelle                                  |
| 2017 | City on Lockdown Los Amsterdam          | Erstveröffentlichung: 26. April 2017 feat. Juicy J & Lil Debbie                     |
| 2017 | Lit Steve Aoki Presents Kolony          | Erstveröffentlichung: 28. Juli 2017 mit Steve Aoki feat. Gucci Mane & T-Pain        |
| 2018 | New World –                             | Erstveröffentlichung: 18. Januar 2018 mit Krewella feat. Vava                       |
| 2018 | Both of Us New Blood                    | Erstveröffentlichung: 28. März 2018 feat. STORi                                     |
| 2018 | Villain New Blood                       | Erstveröffentlichung: 6. April 2018 feat. Valentina                                 |
| 2018 | Cry Wolf –                              | Erstveröffentlichung: 27. April 2018 mit DOLF feat. Sophie Simmons                  |
| 2018 | Summertime New Blood                    | Erstveröffentlichung: 4. Mai 2018 feat. San Holo                                    |
| 2018 | Crash This Party New Blood              | Erstveröffentlichung: 11. Mai 2018 feat. Tabitha Nauser                             |
| 2018 | Bittersweet New Blood                   | Erstveröffentlichung: 18. Mai 2018 feat. Sofía Reyes                                |
| 2018 | Fake Chanel New Blood                   | Erstveröffentlichung: 25. Mai 2018 feat. ASAP Ferg & Creek Boyz                     |
| 2018 | To the Max New Blood                    | Erstveröffentlichung: 1. Juni 2018 feat. MC Kekel, Lil Debbie, Bok Nero & MC Gustta |
| 2018 | Public Enemy New Blood                  | Erstveröffentlichung: 8. Juni 2018 mit DJ Snake                                     |
| 2018 | Waiting New Blood                       | Erstveröffentlichung: 15. Juni 2018 feat. Rochelle                                  |
| 2019 | Give It to Me Danger Days               | Erstveröffentlichung: 1. März 2019 mit Nonsens                                      |
| 2019 | We Can Get High –                       | Erstveröffentlichung: 14. Juni 2019 mit Galantis                                    |

## Remixe
- 2012: Neophyte – Braincracking
- 2012: Dirtcaps – Hands Up
- 2014: Headhunterz feat. Tatu – Colors
- 2014: Showtek & Justin Prime feat. Matthew Koma – Cannonball (Earthquake)
- 2014: Martin Garrix & Jay Hardway – Wizard
- 2014: Ricky Blaze feat. Chelley – Take Ya Money
- 2014: 2 Unlimited – Jump for Joy
- 2014: Angger Dimas feat. Will Brennan – Speakers Bout to Blow
- 2014: Tiësto feat. Matthew Koma – Wasted
- 2015: Coone – Into the Madness
- 2016: Wiwek – Riot (mit LNY TNZ)
- 2016: Trolley Snatcha & Modestep – Sing (mit Cesqeaux)

## Statistik

### Chartauswertung
|                     | NL    | BEF     | US    |
| ------------------- | ----- | ------- | ----- |
| Nummer-eins-Alben   | NL—NL | BEF—BEF | US—US |
| Top-10-Alben        | NL1NL | BEF—BEF | US—US |
| Alben in den Charts | NL3NL | BEF3BEF | US2US |

|                       | NL    | BEF     | FR    |
| --------------------- | ----- | ------- | ----- |
| Nummer-eins-Singles   | NL—NL | BEF—BEF | FR—FR |
| Top-10-Singles        | NL2NL | BEF1BEF | FR—FR |
| Singles in den Charts | NL6NL | BEF5BEF | FR1FR |

### Auszeichnungen für Musikverkäufe
| Goldene Schallplatte - Vereinigte Staaten - 2019: für die Single DJ Turn It Up - 2019: für die Single In My Room Platin-Schallplatte - Niederlande - 2016: für das Lied Last Night |

Anmerkung: Auszeichnungen in Ländern aus den Charttabellen bzw. Chartboxen sind in ebendiesen zu finden.
| Land/RegionAuszeichnungen für Musikverkäufe (Land/Region, Auszeichnungen, Verkäufe, Quellen) | Gold     | Platin     | Verkäufe  | Quellen     |
| -------------------------------------------------------------------------------------------- | -------- | ---------- | --------- | ----------- |
| Belgien (BRMA)                                                                               | Gold1    | —          | 15.000    | ultratop.be |
| Niederlande (NVPI)                                                                           | Gold1    | 6× Platin6 | 360.000   | nvpi.nl     |
| Vereinigte Staaten (RIAA)                                                                    | 2× Gold2 | —          | 1.000.000 | riaa.com    |
| Insgesamt                                                                                    | 4× Gold4 | 6× Platin6 |           |             |